# هجمات بوركينا فاسو 2016
هجمات بوركينا فاسو 2016 هي هجمات وقعت في 15 يناير - 16 يناير 2016، من قبل مجموعة من المسلحين المُحملين بالأسلحة الثقيلة. هاجمت المجموعة مطعم كابتشينو وفندق سبلنديد في قلب مدينة واغادوغو عاصمة بوركينا فاسو. قُتل في الهجوم 29 شخصًا على الأقل، في حين أصيب 20. لاحقًا أُطلق سراح ما مجموعه 126 من الرهائن المحتجزين من قبل المجموعة المهاجمة، بعد هجوم مضاد قامت به حكومة بوركينا فاسو في صباح اليوم التالي من الهجوم. قُتل في تبادل إطلاق النار ثلاثة من المهاجمين، هم: عربي وإفريقيان.

## خلفية عامة
تتمركز قوات فرنسية خاصة في ضواحي العاصمة واغادوغو في إطار مكافحة التنظيمات الإسلامية المتطرفة في منطقة الساحل، كما تنشر أمريكا 75 عسكريًا في بوركينا فاسو، وقالت الحكومة الأمريكية إنهم يقدمون الدعم للقوات الفرنسية في العملية.
يأتي الاعتداء بعد أقل من شهرين من اعتداء على فندق راديسون بلو في باماكو بمالي أسفر عن سقوط 20 قتيلاً، بينهم 14 أجنبياً، بعد أن احتجز مسلحون لعدة ساعات نحو 150 نزيلاً وعاملاً في الفندق، قبل تدخل القوات المالية مدعومة من قوات خاصة فرنسية وأمريكية ومن مهمة الأمم المتحدة. وقد سجلت البلد هجمات عدة من النوع ذاته في الأشهر الأخيرة من الهجوم، وتم في أبريل 2015 خطف مسؤول أمن روماني في منجم في تامباو شمال بوركينا فاسو في عملية تبنتها كتيبة المرابطون. بعد هذه الاعتداءات وسعت الأجهزة القنصلية الفرنسية في بوركينا فاسو نطاق المنطقة الحمراء التي ينصح بعدم السفر إليها، لتشمل قسمًا كبيرًا من بوركينا فاسو لكن دون أن تشمل العاصمة واغادوغو.
في وقت سابق من يوم حدوث الهجوم، وفي حوالي الساعة 14:00 بالتوقيت المحلي، قام 20 شخص مجهولي الهوية مدججين بالسلاح بهاجمة رجال الدرك والأمن في قرية تين أباو، بالقرب من الحدود مع مالي، ووفقا للجيش ووزارة الأمن فقد تم الأعلان عن أن زوجين أستراليين قد اختطفا في الليل في شمال بوركينا فاسو، بالقرب من الحدود مع مالي في منطقة باربولي.

## الهجوم
بدأ الهجوم عند الساعة الثامنة إلا ربعًا مساءً بالتوقيت المحلي، حيث سمع إطلاق نار في منطقة فندق سبلنديد والمطعم المجاور كابوتشينو اللذين يرتادهما أجانب. اشتبكت قوات الأمن في عاصمة بوركينافاسو أوغادوغو يوم الجمعة مع مسلحين اقتحموا فندقًا واحتجزوا فيه رهائن، حسب ما أعلنت قوات الدرك وشهود تواجدوا في محيط الفندق. أشعل المسلحون النار في سيارات كانت متوقفة بالقرب من الفندق، وأطلقوا عيارات نارية في الهواء، لدفع حشود المواطنين الموجودين في المكان إلى الوراء قبل أن تصل قوات الأمن، وتشرع في تبادل إطلاق النار معهم. أفادت المعلومات بأن الفندق عادة ما تستخدمه القوات الفرنسية التي تنفذ عملياتها في تشاد، وتقوم بملاحقة التنظيمات المتشددة في مناطق عدة من أفريقيا.

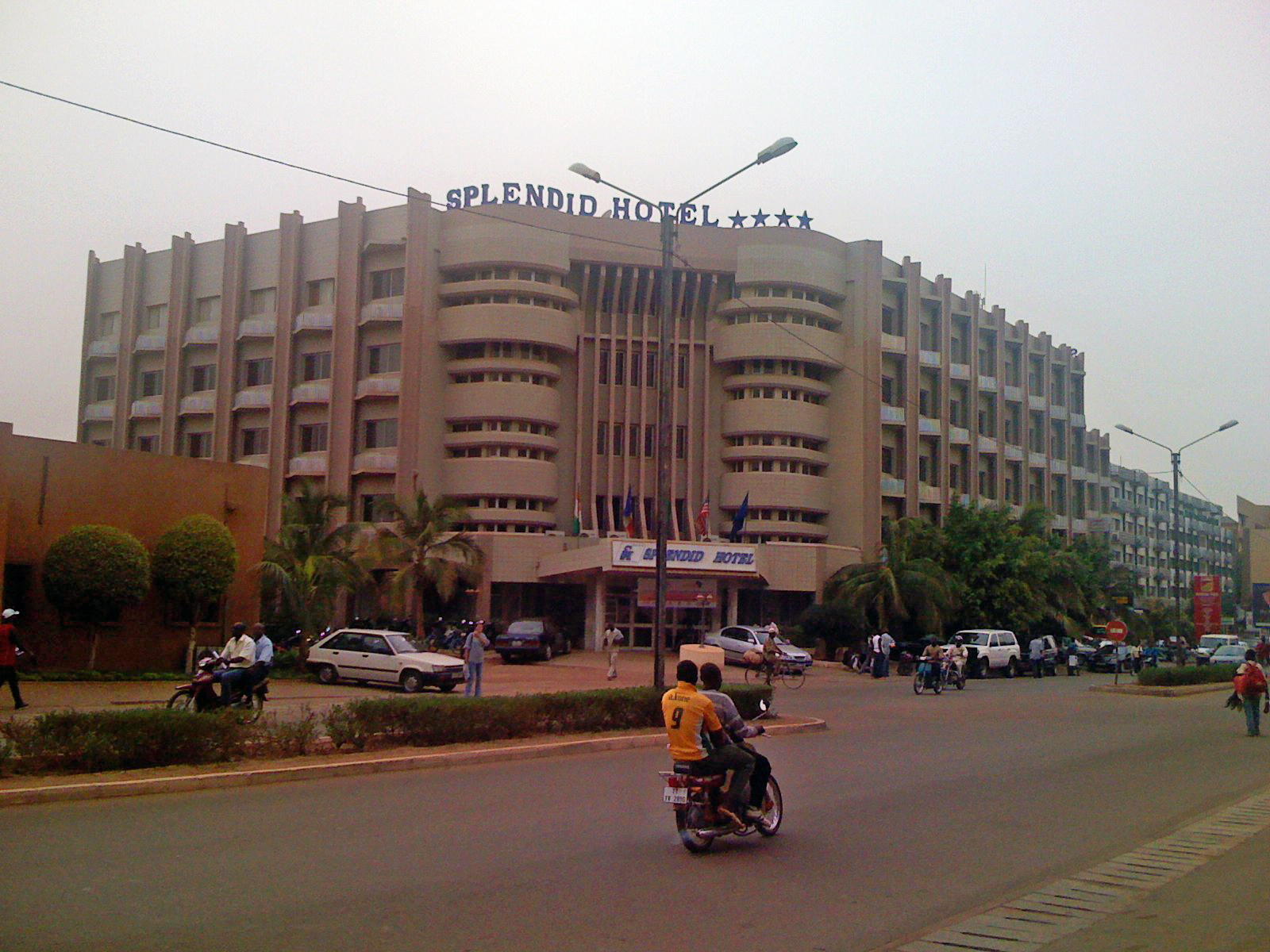
صورة لفندق سبلنديد عام 2008، الذي وقع فيه الهجوم

قال ضابط مسؤول في قوات الدرك الوطني في بوركينافاسو إن العملية العسكرية استمرت في محاولة لمعرفة عدد المهاجمين، وأشار إلى أن السيطرة على المهاجمين والرهائن قد تستغرق عدة ساعات. وروى شاهد لرويترز أنه رأى مسلحين اقتحموا الفندق وأطلقوا العيارات النارية في الهواء، ثم قدمت مركبة عسكرية تقل عناصر أمنية وبدأت فورا بالاشتباك معهم. كانت مجموعة مسلحة قد نفذت بعد ظهر الجمعة هجومًا مسلحًا على عناصر الدرك الذين كانوا في مهمة في قرية تين أباو شمال البلاد قرب الحدود مع مالي، وخلف الهجوم قتيلين هما دركي ومدني، فيما أصيب دركيان اثنان بجروح أحدهما اصابته حرجة"، حسب بيان للجيش. كان الهجوم قد تركز على مقهى ومطعم كابوتشينو قبالة فندق سبلانديد الذي اقتحمه المسلحون في وسط عاصمة بوركينافاسو واغادوغو.
كانت سلطات بوركينافاسو أعلنت صباح السبت عن استمرار العملية الأمنية في مسعى لتحرير جميع الرهائن بفندق سبلونديد في واغادوغو عاصمة البلاد. شنت قوات الأمن هجومًا لاستعادة الفندق، الذي يتحصن فيه المسلحون ويحتجزون رهائن، فيما شب حريق في بهو الفندق وتعالت صرخات من داخله، وأفادت مصادر في وزارة الداخلية بانتهاء العملية بعد مقتل المهاجمين الثلاثة وتحرير 126 رهينة كانوا محتجزين داخل الفندق، كما قالت مصادر في الشرطة إن العملية الأمنية ضد المسلحين انتقلت إلى فندق آخر. وأفادت مصادر طبية بمقتل ما لا يقل عن 23 شخصا في الهجوم الذي نفذه مسلحون موالون لتنظيم القاعدة في المغرب الإسلامي. وقد صدرت تقارير عن مقتل المهاجم الرابع على يد قوات من دولة بوركينا فاسو وفرنسا خلال عملية لمكافحة الإرهاب في واغادوغو يوم السبت.

## الضحايا
قُتل في الهجوم المسلح 29 شخصًا على الأقل من 18 جنسية في الاعتداء الذي شهده وسط العاصمة البوركينابية واغادوغو، وفق ما أعلن مصدر أمني في حصيلة أولية. بالإضافة لمقتل أربعة جهاديين من بينهم امرأتان قتلوا في الاعتداء. واختبأ مهاجم خامس في حانة تاكسي بروس القريبة من مقهى كابوتشينو وفندق ايبي. وقالت وزارة الأمن في بوركينا فاسو إن أستراليان هما طبيب وزوجته خطفا أثناء الليل في شمال بوركينا فاسو قرب الحدود مع مالي، وأضافت أن جريمة الخطف وقعت في منطقة بارابوالي، ولم يتضح على الفور ما إذا كان الخطف مرتبطا بالهجوم على الفندق في العاصمة واغادوغو.

## تبني الهجوم
تبنى تنظيم القاعدة في المغرب الإسلامي الاعتداء الذي نسبه إلى كتيبة المرابطون بزعامة مختار بلمختار، بحسب موقع سايت الأمريكي المتخصص في متابعة المواقع الإسلامية، وأكد أحد المهاجمين متحدثًا باللغة العربية في نص التبني أن ثلاثين شخصًا قتلوا. وقال التنظيم في البيان الذي تداولته المنتديات الجهادية إن الهجوم نفذه مسلحون من كتيبة المرابطون واستهدف مطعمًا في وغاودوغو، وتحدث البيان عن تحصن منفذي الهجوم في الفندق وأن الاشتباكات ما تزال مستمرة مع الجيش وقوات الأمن. وقال: «الاخوة المجاهدين في تنظيم القاعدة في المغرب الاسلامي اقتحموا مطعم أحد أكبر فنادق عاصمة بوركينا فاسو واستمكنوا فيه وهم يخوضون اشتباكات مستمرة مع اعداء الدين».
في ليلة نشرت مؤسسة الأندلس للإنتاج الإعلامي بحسابها التويتري قائلة إن الفندق الذي تبنت عمليته كتيبة المرابطون التي بايعت تنظيم القاعدة في بلاد المغرب الإسلامي" بقيادة مختار بلمختار كان وكراً من أخطر أوكار الجوسسة العالمية في غرب القارة الإفريقية، وذكرت أيضًا أن ألقاب منفذي الهجوم هي: البتار الأنصاري وأحمد أبو محمد البوقلي الأنصاري وأحمد الفلاني الأنصاري، وجميعهم من مالي، وهجومهم شمل مطعماً اسمه كابتشينو إضافة إلى فندق آخر ومقهى مجاورين للهدف الرئيسي، وهو فندق سبلينديد المعتبر ملتقى لكثيرين من الأجانب، في عملية انتهت بمقتلهم، ونشرت مؤسسة الأندلس أن العملية جاءت بعد دراسة وتخطيط وجمع للمعلومات ورصد للأهداف وأن بوركينا فاسو تدار منها الحرب على الإسلام وفيها تعقد صفقات نهب خيرات إفريقيا، وأن منفذي العملية هاجموا أولاً كابتشينو، قبل أن يقصدوا سبلينديد حيث استمرت العملية لعدة ساعات.

## بعد الهجوم
قال مصدر أمني جزائري إن الدول الأربع المرتبطة بمعاهدة إنشاء دول الميدان لمكافحة الإرهاب (دول الساحل الأفريقي) وهي الجزائر ومالي والنيجر وموريتانيا، استنفرت أجهزتها الأمنية وقوات عسكرية موجودة على الحدود بينها بعد ساعات من الهجوم. وأشار إلى أن قيادات الجيوش وأجهزة المخابرات بتلك الدول، والتي لها حدود مشتركة، قررت رفع مستوى التنسيق الأمني بينها، كما تقرر أن تزيد الدوريات العسكرية على طول الحدود، وأن تشدد الإجراءات الأمنية بمواقع يعتقد أنها مستهدفة من قبل جماعات تنشط بشكل أساسي شمالي مالي. وتتضمن التفاهمات الأمنية بين الدول الأربع أنه في حال وقوع أي هجوم إرهابي كبير أو الحصول على معلومات حول تهديد إرهابي في أي من تلك الدول يتم رفع مستوى التنسيق الأمني وتستنفر القوات العسكرية على الحدود.
التقى رئيسا وزراء بوركينا فاسو ومالي يوم الأحد، وذلك بعد يومين من استيلاء مسلحين من تنظيم القاعدة على فندق سبلينديد، واتفقا على التعاون للتصدي للخطر المتزايد الذي يشكله المتطرفون في غرب إفريقيا، وذلك من خلال تبادل معلومات المخابرات وتسيير دوريات أمنية مشتركة في أعقاب هجومين داميين جرى تنسيقهما بشكل جيد في المنطقة.

## ردود الفعل
- بوركينا فاسو: وصف رئيس بوركينا فاسو روش مارك كريستيان كابوري الهجمات التي وقعت بالعاصمة واغادوغو بالخسيسة والجبانة، وقال ان عدد القتلى وصل إلى ثلاثة وعشرين على الاقل من ثماني عشرة جنسية. أما وزير الداخلية فاسو سيمون كومباوري فأكد انتهاء الهجوم على الفندق والمقهى بالعاصمة واغادوغو.[16] أعلن في بوركينا فاسو حداد وطني لمدة ثلاثة أيام اعتبارا من الأحد على ضحايا الهجوم كما قال وزير الإعلام البوركيني.
- فرنسا أعلنت السفارة الفرنسية أن الهجوم الإرهابي الذي كان كبيرًا، وحثت مواطنيها على تجنب المنطقة، وأضافت أن ليس لديها أي فكرة عما إذا كانت هناك أي مواطنين فرنسيين داخل الفندق. وأصدر الرئيس الفرنسي فرانسوا هولاند في بيان في وقت مبكر من صباح يوم 16 يناير قال فيه: «إن رئيس الجمهورية يعرب عن دعمه الكامل للرئيس كابوريه وللشعب بوركينا فاسو في مواجهة هذا الهجوم البغيض والجبان الذي ضرب اغادوغو». وأضاف رئيس الوزراء مانويل فالس على تويتر: من خلال ضرب بوركينا فاسو، وضرب الإرهابيين العالم مرة أخرى، ومعا سوف نرد ونحن سنتغلب. وأعلنت فرنسا تحويل إحدى رحلات الفرنسية للطيران إلى النيجر تفاديا لوقوع كارثة بفعل قرب المطار من قلب العاصمة وغادوغو.[17]
- الولايات المتحدة: أصدرت السفارة الأمريكية في بوركينا فاسو بيانًا على تويتر أشارة فيه إلى أنه في الوقت الذي كانت على بينة من الوضع، لم يكن هناك أي مؤشر على وجود مواطنين أمريكيين داخل الفندق، وحثت مواطنيها أيضا على تجنب منطقة وسط مدينة واغادوغو. قال المتحدث باسم وزارة الخارجية الأميركية جون كيربي إن الولايات المتحدة تدين بشدة هجوم واغادوغو، مقدما التعازي إلى عائلات ضحايا الهجوم، وأوضح أن كل طاقم السفارة الاميركية بخير، لافتا إلى أن الولايات المتحدة تبذل كل جهودها للتأكد من سلامة المواطنين الاميركيين في المدينة.[18]
- ساحل العاج: أعرب رئيس الجمعية الوطنية لكوت ديفوار غيوم سورو عن تعاطفه وتضامنه مع حكومة وشعب بوركينا فاسو.
- إسبانيا: ذكرت وزارة الشؤون الخارجية والتعاون في أسبانيا أنه لا يوجد أدنى دليل على ما إذا كان هناك ضحايا أسبان في هجوم واغادوغو.
- تونس: أدانت تونس بشدة الهجوم الإرهابي كما دعت إلى مضاعفة جهود المجموعة الدولية من أجل اجتثاث آفة الإرهاب التي تهدد الأمن والسلم الدوليين.[19]
- الأمم المتحدة: أدان الأمين العام للأمم المتحدة بان كي مون الهجمات الإرهابية التي وقعت في واغادوغو في بوركينا فاسو، وقدم خالص تعازيه لأسر الضحايا وشعب وحكومة بوركينا فاسو، وأعرب عن أمنياته بالشفاء العاجل للمصابين، وجدد الإعراب عن دعم الأمم المتحدة لسلطات بوركينا فاسو وتضامنه مع البلاد والمنطقة في حربها ضد الإرهاب، ودعا سلطات بوركينا فاسو إلى فعل أقصى ما يمكن لتقديم المسؤولين عن تلك الهجمات إلى العدالة بشكل عاجل.[20]
- الأردن: أدان الملك عبد الله الثاني الهجمات الإرهابية الجبانة التي وقعت في مدينة واغادوغو عاصمة بوركينا فاسو، وأعرب في برقية بعث بها إلى رئيس جمهورية بوركينا فاسو عن أصدق مشاعر التعزية والمواساة بضحايا هذا العمل الإرهابي، وتمنياته للمصابين بالشفاء العاجل.[21]